# Liste des volcans de l'Ouganda
La liste des volcans de l'Ouganda regroupe les édifices volcaniques faisant partie de la branche occidentale de la vallée du Grand Rift en Ouganda, pays de l'Afrique des Grands Lacs.
| Nom             | Image           | Altitude | Dernière éruption        | Coordonnées         |
| --------------- | --------------- | -------- | ------------------------ | ------------------- |
| Bufumbira       | Image manquante | 2 440 m  | Inconnue                 | 1° 14′ S, 29° 43′ E |
| Bunyaruguru     | Image manquante | 1 554 m  | Inconnue                 | 0° 12′ S, 30° 05′ E |
| Mont Elgon      | Mont Elgon      | 4 321 m  | Inconnue                 | 1° 06′ N, 34° 30′ E |
| Fort Portal     | Fort Portal     | 1 615 m  | 2120 av. J.-C. ± 100 ans | 0° 42′ N, 30° 15′ E |
| Gahinga         | Gahinga         | 3 474 m  | Inconnue                 | 1° 26′ S, 29° 38′ E |
| Katunga         | Image manquante | 1 707 m  | Inconnue                 | 0° 28′ S, 30° 11′ E |
| Katwe-Kikorongo | Image manquante | 1 067 m  | Inconnue                 | 0° 05′ S, 29° 55′ E |
| Kyatwa          | Image manquante | 1 430 m  | Inconnue                 | 0° 27′ N, 30° 15′ E |
| Mont Moroto     | Mont Moroto     | 3 083 m  | Inconnue                 | 2° 29′ N, 34° 46′ E |
| Muhavura        | Muhavura        | 4 127 m  | Inconnue                 | 1° 23′ S, 29° 40′ E |
| Sabyinyo        | Sabyinyo        | 3 645 m  | Inconnue                 | 1° 26′ S, 29° 35′ E |